# Achille Beltrame

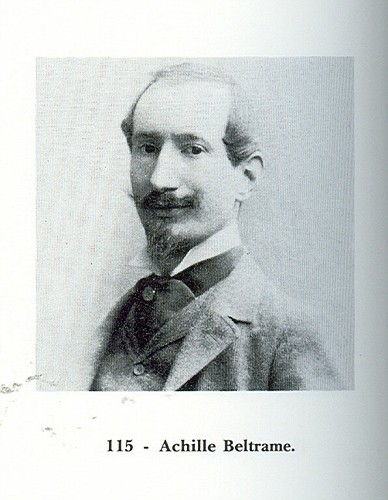
Achille Beltrame (unbekannter Fotograf, ohne Jahr)

Achille Beltrame (geboren 18. März 1871 in Arzignano; gestorben 19. Februar 1945 in Mailand) war ein italienischer Maler und Illustrator.

## Leben
Beltrame studierte Malerei an der Accademia di belle arti di Brera bei Giuseppe Bertini. 1891 erhielt er den Premio Mylius.  Ab 1896 arbeitete er als Graphiker für die Casa Ricordi, die 1900 von ihm eine Postkartenserie zu Opern und Bällen auflegte, und 1899 holte Luigi Albertini ihn zum Corriere della Sera, um die Sonntagsbeilage La Domenica del Corriere attraktiv zu gestalten. Beltrame hat in vierzig Jahren 4662 Zeichnungen, davon eine Großzahl von farbigen Titel- und Rückseiten für die Sonntagszeitung Domenica del Corriere, geschaffen, auf denen er das aktuelle Geschehen illustrierte. Sein Nachfolger beim Domenica del Corriere wurde 1941 Walter Molino.

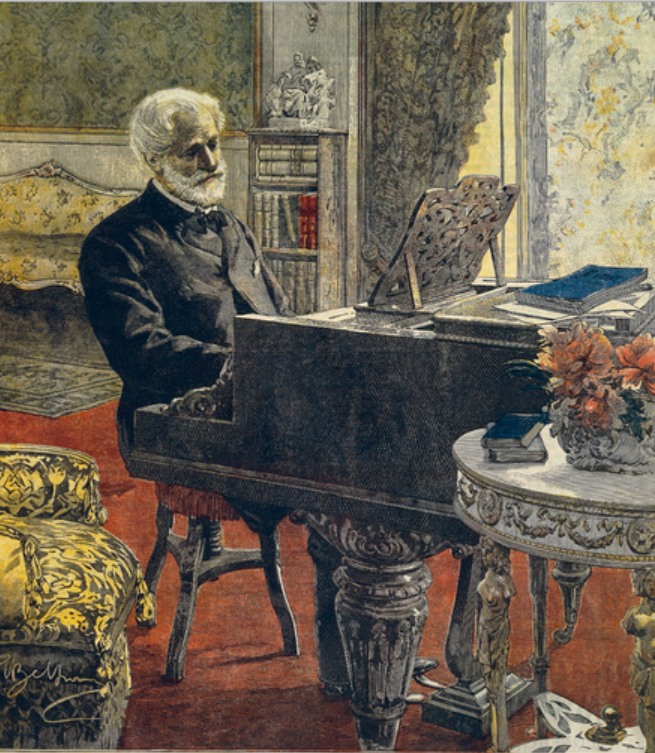
Giuseppe Verdi (1899)
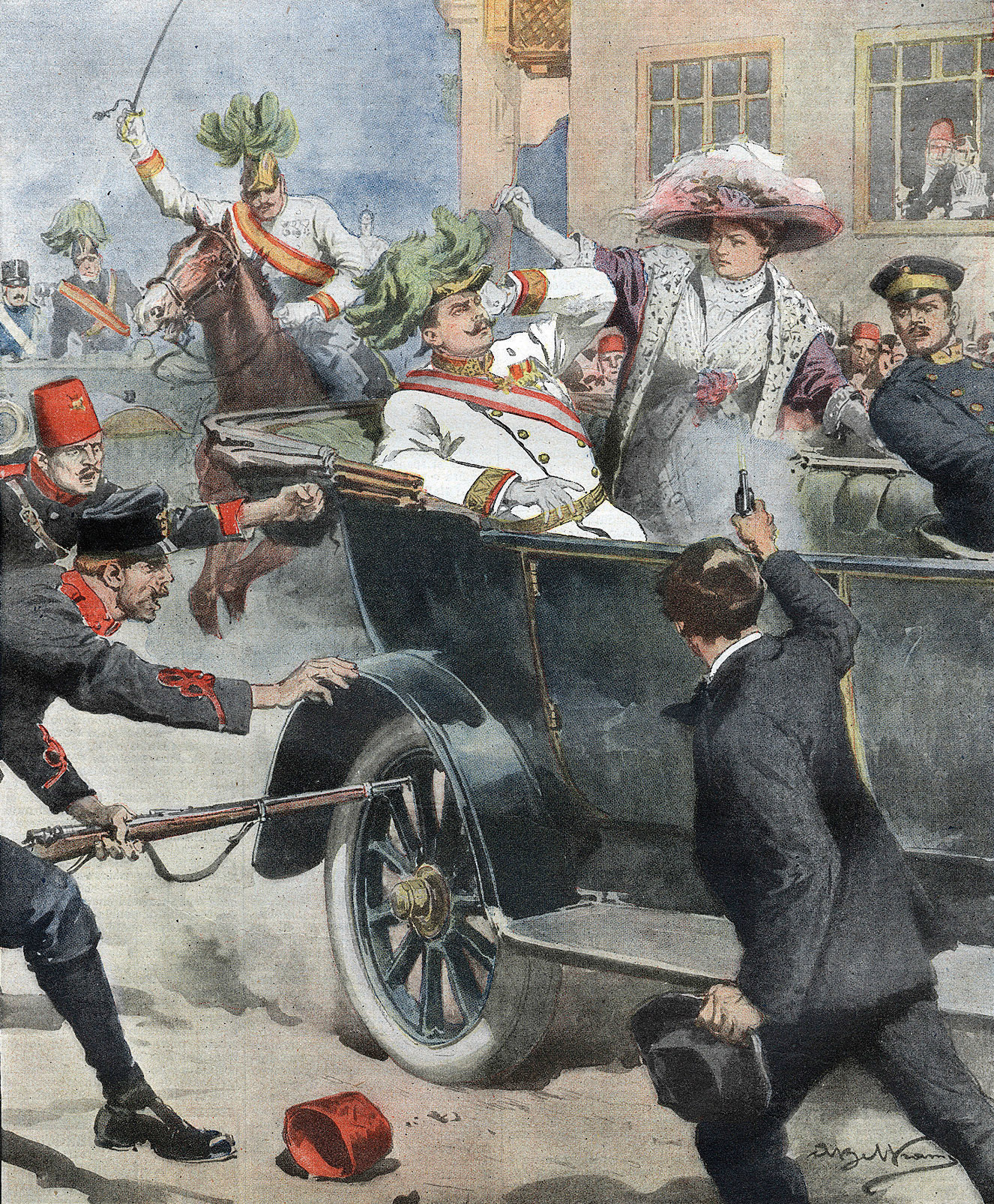
Attentat von Sarajevo, Titel La Domenica del Corriere, 12. Juli 1914
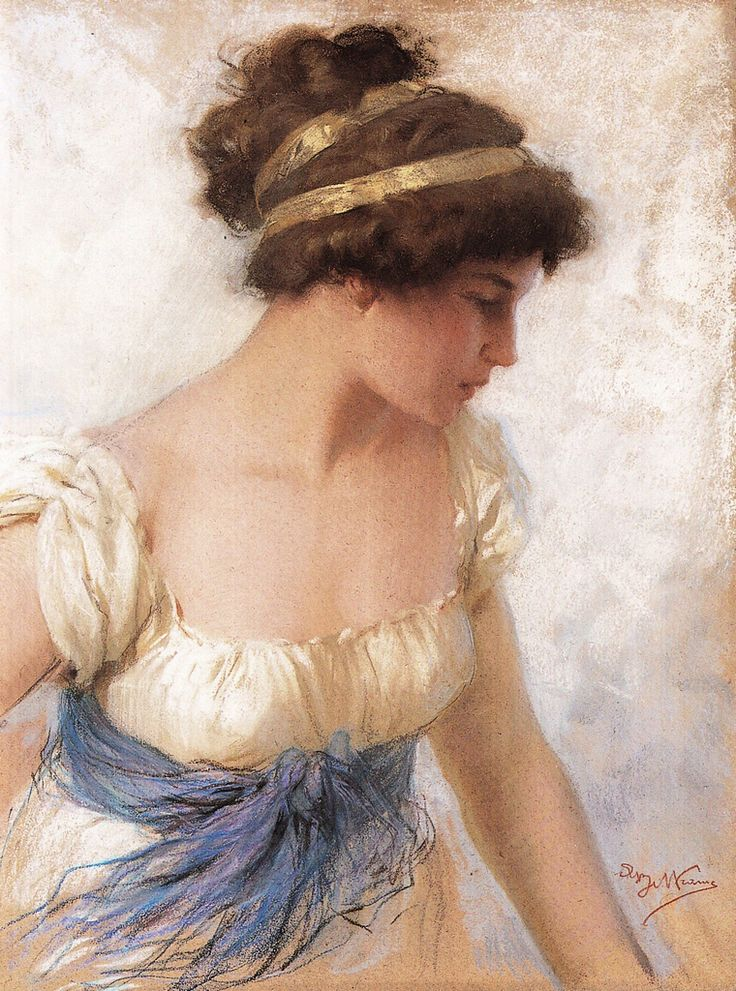
Bildnis einer Frau (vor 1917)
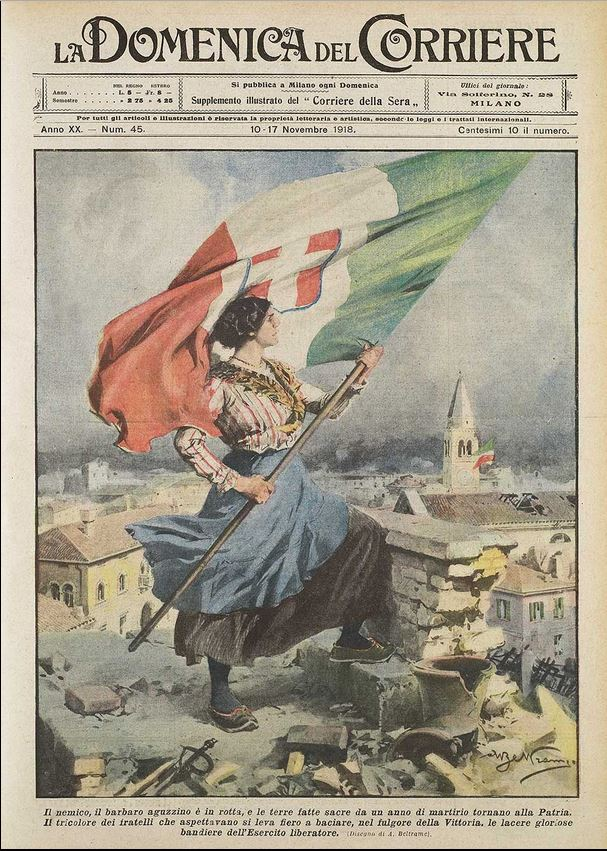
Die Tricolore über Triest (10. November 1918)
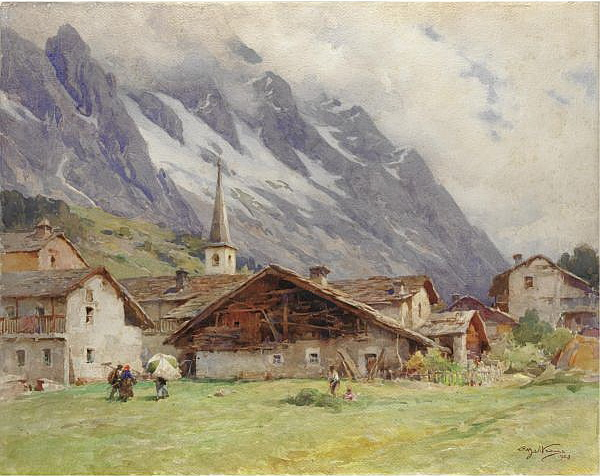
Courmayeur (1928)
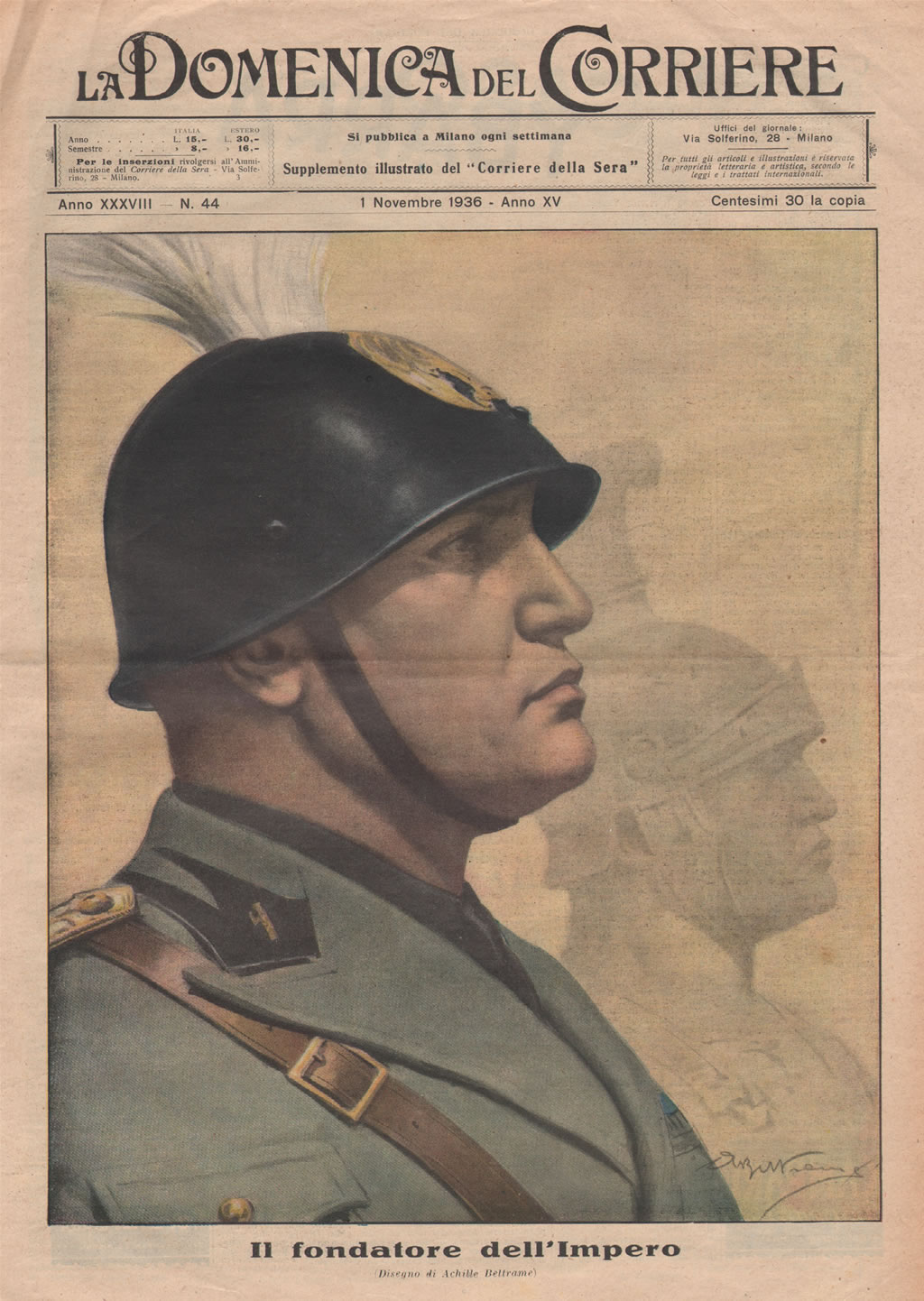
Benito Mussolini (1936)
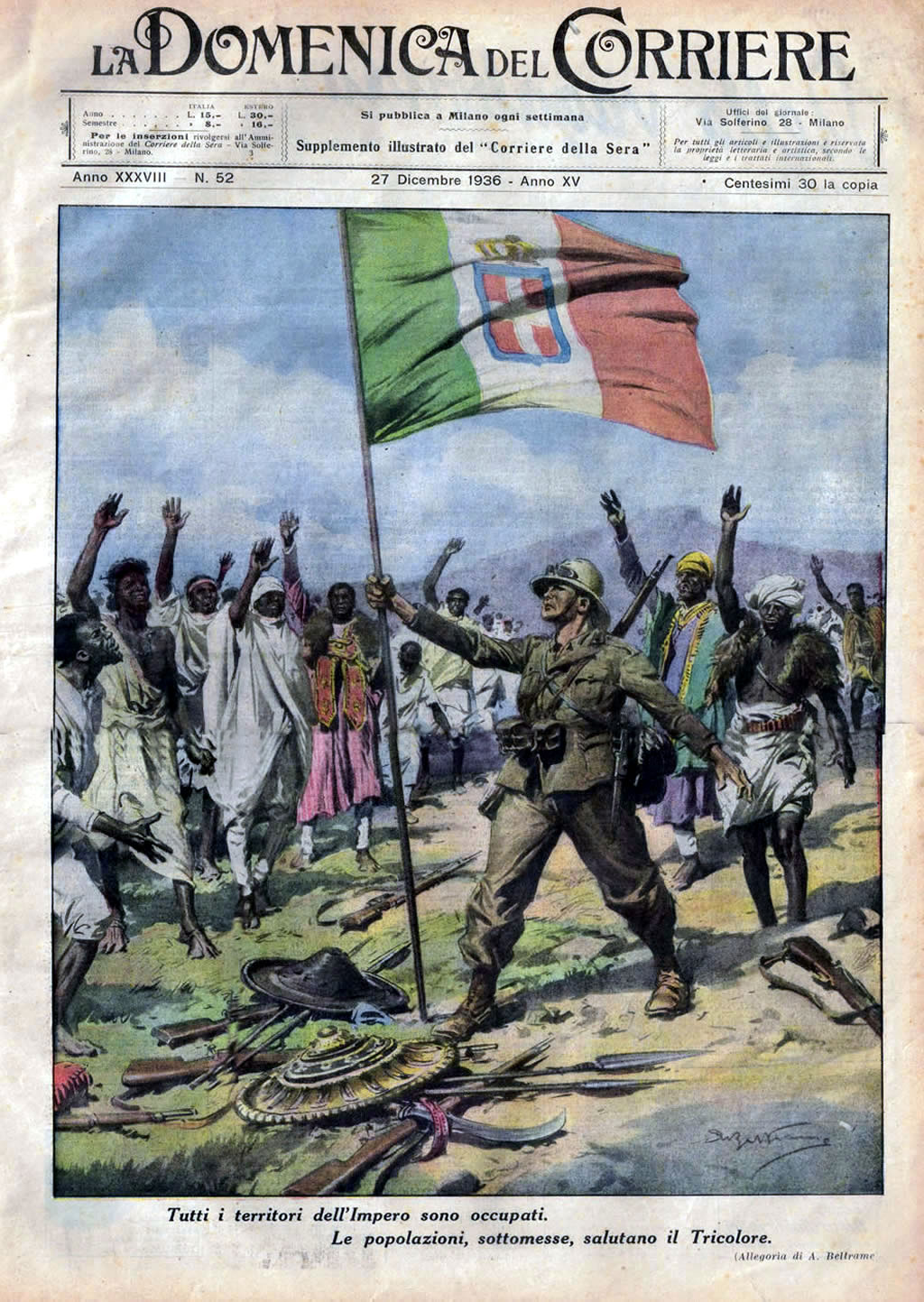
Italien triumphiert in Abessinien (1936)